# Polystachya virginea
Polystachya virginea är en orkidéart som beskrevs av Victor Samuel Summerhayes. Polystachya virginea ingår i släktet Polystachya och familjen orkidéer.

## Underarter
Arten delas in i följande underarter:
- P. v. parva
- P. v. virginea